# 52285 Kakurinji
52285 Kakurinji è un asteroide della fascia principale. Scoperto nel 1990, presenta un'orbita caratterizzata da un semiasse maggiore pari a 2,4016966 au e da un'eccentricità di 0,2376286, inclinata di 3,05212° rispetto all'eclittica.
L'asteroide è dedicato all'omonimo tempio giapponese nella città di Kakogawa.